# Aristogitón (orador)
Aristogitón (griego), Aριστογείτων, vivió en el siglo IV a. C. Fue un orador ateniense, adversario de Demóstenes y Dinarco. Su padre, Escidimo, murió en prisión por deudas con el Estado que no pudo pagar, y su hijo, Aristogitón, que heredó la deuda, fue también encarcelado durante algún tiempo. Fue llamado demagogo y sicofanta, y su elocuencia es descrita como la de un personaje tosco y vehemente. Su insolencia le valió el apelativo de "el perro." Fue a menudo acusado por Demóstenes y otros, y se defendió a sí mismo en varios discursos que se han perdido. Entre los discursos existentes de Demóstenes hay dos contra Aristogitón, y uno entre los de Dinarco. La Suda menciona siete discursos de Aristogitón, y en ocho contra Friné es mencionado por Ateneo. Aristogitón murió en prisión.